# 0호실의 손님
《0호실의 손님》(일본어: 0号室の客 ゼロごうしつのきゃく[*])은 2009년 10월 23일부터 3월 19일까지 후지 TV에서 매주 금요일(토요일 미명) 심야 1시 5분 ~ 1시 20분(JST)에 방송된 텔레비전 드라마이다. 드라마 전체의 평균 시청률은 2.9%. 2010년 11월부터 일부의 스토리가 무대화.

## 개요
유전자로부터 산출한 그 사람의 인간으로서의 평가를 점수(100점 만점)로 낸다고 하는, 〈HOTEL POINT〉의 “0호실”을 방문하는 사람들을 그리는 6개의 스토리를 전개.
쟈니즈 사무소 소속 탤런트를 주연으로 해, 1개월 마다 주역이 변해가는 스타일.

## 각 화 공통의 등장인물
호텔 지배인 - 요코야마 유 (칸쟈니∞)
〈HOTEL POINT〉의 지배인. 각 화의 스토리텔러도 겸한다.

## 각 화 리스트·인물

### First Story 동경의 남자
또한 오노 사토시가 출연한 TV 아사히 ＜2009＞ 노래 오빠 이래의 연속 드라마 주연이다.
2009년 10월 23일 ~ 11월 13일 (전 4화)
히로이키 - 오노 사토시 (아라시)
엘리트 샐러리맨. 미유키와 교제하고 있지만, 자신과는 어울리지 않는다고 생각해, 이별을 하려고 미유키와 함께 〈HOTEL POINT〉의 0호실을 방문했다.
미유키 - 타나카 미호
고교 중퇴의 캬바쿠라 아가씨. 히로이키에게 홀딱 반해있지만, 자신을 왜 0호실에 데려온지를 모른다.

#### 방송 리스트
| 각 화 | 방송일           | 부제               |
| ----- | ---------------- | ------------------ |
| 1     | 2009년 10월 23일 | 어울리지 않는 여자 |
| 2     | 2009년 10월 30일 | es                 |
| 3     | 2009년 11월 6일  | 역전               |
| 4     | 2009년 11월 13일 | 여행               |

#### 스태프
- 각본 - 이시하라 켄지
- 연출 - 시라이시 카즈야
- 음악 - 타카다 쿄

### Second Story 재능있는 남자
2009년 11월 20일 ~ 12월 4일 (전 3화)
오사무 - 마루야마 류헤이 (칸쟈니∞)
아츠시 - 야스다 쇼타 (칸쟈니∞)
히코마로

#### 방송 리스트
| 각 화 | 방송일           | 부제                |
| ----- | ---------------- | ------------------- |
| 1     | 2009년 11월 20일 | 함께 일을 하는 사람 |
| 2     | 2009년 11월 27일 | 균열                |
| 3     | 2009년 12월 4일  | 배신                |

#### 스태프
- 각본 - 이시하라 켄지
- 연출 - 와타나베 타쿠
- 음악 - 타카다 쿄

### Third Story 완벽한 남자
2009년 12월 11일 ~ 25일 (전 3화)
야자키 - 카토 시게아키 (NEWS)
카렌 - 모리사코 에이
요시미 - 칸지야 시호리

#### 방송 리스트
| 각 화 | 방송일           | 부제                  |
| ----- | ---------------- | --------------------- |
| 1     | 2009년 12월 11일 | 천재 의사와 여자 아이 |
| 2     | 2009년 12월 18일 | 운명                  |
| 3     | 2009년 12월 25일 | 미래                  |

#### 스태프
- 각본 - 이시하라 켄지
- 음악 - 타카다 쿄

### Fourth Story 궁지에 몰린 남자
2010년 1월 8일 ~ 29일 (전 4화)
아라시야마 - 무라카미 싱고 (칸쟈니∞)
핫토리 - 이케우치 히로유키
전설의 젊은 두목·키토 - 오기 시게미츠

#### 방송 리스트
| 각 화 | 방송일          | 부제               |
| ----- | --------------- | ------------------ |
| 1     | 2010년 1월 8일  | 전설               |
| 2     | 2010년 1월 15일 | 감점               |
| 3     | 2010년 1월 22일 | 더없이 소중한 사람 |
| 4     | 2010년 1월 29일 | 배신자             |

#### 스태프
- 각본 - 오쿠라
- 연출 - 오오모리 미카
- 음악 - 타카다 쿄

### Fifth Story 맞서지 않는 남자
2010년 2월 5일 ~ 19일 (전 3화)
시게토 - 코야마 케이치로 (NEWS)
킹 - 안도 세이

#### 방송 리스트
| 각 화 | 방송일          | 부제 |
| ----- | --------------- | ---- |
| 1     | 2009년 2월 5일  | KING |
| 2     | 2009년 2월 12일 | 승부 |
| 3     | 2009년 2월 19일 | 초심 |

#### 스태프
- 각본 - 오쿠라
- 연출 - 마츠이 다이고
- 음악 - 타카다 쿄

### Last Story 록한 남자
2010년 2월 26일 ~ 3월 19일 (전 5화)
시로타 - 죠시마 시게루 (TOKIO)
〈First Story 동경의 남자〉 1화, 〈Third story 완벽한 남자〉·〈Fifth Story 맞서지 않는 남자〉에도 호텔의 손님으로서 등장.
나미 - 미나미 카호
타케다 신지
코모토 마사히로
카와하라 사부

#### 방송 리스트
| 각 화    | 방송일          | 부제          |
| -------- | --------------- | ------------- |
| 프롤로그 | 2010년 2월 26일 | 이상한 남자   |
| 1        | 2010년 3월 5일  | 그림자        |
| 2        | 2010년 3월 12일 | 룰            |
| 3        | 2010년 3월 19일 | 팬서          |
| 최종화   | 2010년 3월 19일 | 죄송합니다･･･ |

#### 스태프
- 각본 - 이시하라 켄지
- 연출 - 마츠오카 마사히로
- 음악 - 타카다 쿄

## 주제가
- 아라시 〈시계장치와 우산〉 First ~ Fourth story
- TOKIO 〈CRY FOR THE MOON〉 Fifth ~ Last Story

## 그 외
0호실에 있는 액자에는, 마츠모토 준(꽃보다 남자의 도묘지 츠카사)·카타오카 아유미·니시키도 료·게키단 히토리 등의 사진과 점수가 장식되어 있다.

## DVD
- 0호실의 손님 DVD-BOX 1 (2010년 3월 10일 발매)/9450엔〔tax in〕
- 0호실의 손님 DVD-BOX 2 (2010년 6월 9일 발매)/9450엔〔tax in〕

## 무대
〈Fifth Story 맞서지 않는 남자〉가, 《0호실의 손님~돌아온 남자~》의 타이틀로 무대화. 2010년 11월·12월에 상영되었다. 회장은 도쿄 글로브좌, 산케이 홀 브리제.

### 캐스트
- 시게토 - 코야마 케이치로 (NEWS)
- 하루
- 킹 - 안도 세이
- 보쿠모토 사키코
- 츠무라 노리요시
- 아리카와 마코토
- 호리베 케이스케

### 스태프
- 각본 - 이시하라 켄지
- 연출 - 마츠이 다이고